# Boundiali
Boundiali – miasto na północnym Wybrzeżu Kości Słoniowej, w regionie Bagoué. Według danych na rok 2014 liczyło 39 962 mieszkańców.